# Quisqualis parvifolia
Quisqualis parvifolia là một loài thực vật có hoa trong họ Trâm bầu. Loài này được (Ridl.) Exell miêu tả khoa học đầu tiên năm 1931.